# Gonodonta primulina
Gonodonta primulina là một loài bướm đêm trong họ Noctuidae.